# 토레스 해협 도서민 기

토레스 해협 도서민 기

토레스 해협 도서민 기는 호주 공식 기이며 토레스 해협 도서민을 상징한다. 1992년 버나드 나목(Bernard Namok)이 고안하였다. 그가 고안한 도안이 도서 조정위원회가 주최한 지역 공모전에서 경쟁을 뚫고 선택되었으며 1992년 6월에 원주민과 토레스 해협 도시민 위원회에서 승인되었다.

## 위상
호주 정부는 국기법(the Flags Act 1953)에 근거하여 이 기에 호주 국기 지위를 부여한다고 1995년 7월 14일 선언하였다.
"행정상의 실수"로 1995년 선포된 선언문이 절차대로 제출되지 않았고 이에 따라 무기한 효력을 유지할 수 없게 되어 2008년 1월 1일부로 자동 효력 정지되었다. 이에 따라 2008년 1월 1일부로 발효되는 새로운 선언문이 2008년 1월 25일에 선포되었는데 거의 동일한 선언으로 교체된 셈이다.
2008년 선언문에 따르면 공식 선언된 기는 “호주 토레스 해협 도서민 기인 동시에 호주에 전반적으로 중요한 기로 인정되며” “호주 토레스 해협 도서민 기이고 토레스 해협 도서민 기로 알려지도록 지정된다”. 기의 디자인은 부칙 1에서 재현되며 부칙 2에서 기술한다.
이후 나목이 사망했지만 토레스 해협 도서민 기는 여전히 <i id="mwGg">저작권법(Copyright Act 1968)</i>에 의거하여 저작권 대상이다. 저작권은 2008년까지 도서 조정 위원회에서 관리하였으며, 이후 이 위원회는 토레스 해협 지역위원회로 대체되었다. 위원회는 정확한 기, 나목이 설계한 기를 재현하는 것을 허가하겠다는 의사를 밝혔다.

## 색깔
토레스 해협 도서민 기의 공식 색깔은 다음과 같다.
| 배색      | 녹색                      | 청색               | 흑색              | 백색                      | 출처        |
| --------- | ------------------------- | ------------------ | ----------------- | ------------------------- | ----------- |
| 팬톤      | 3288 C 또는 342 C         | 301 C 또는 280 C   | 블랙 C            | 세이프                    | [ 4 ] [ 5 ] |
| RGB (Hex) | 0 ~ 153 ~ 102 (# 009966)  | 0–0–153 (# 000099) | 0–0–0 (# 000000)  | 255 ~ 255 ~ 255 (#FFFFFF) |             |
| CMYK      | 100 % ~ 0 % ~ 80 % ~ 40 % | 100 % ~ 70 % ~ 0 % | 0 % ~ 0 % ~ 100 % | 0 % ~ 0 %                 |             |

## 상징적 의미
기의 위와 아래의 녹색 부분은 땅을 상징하고 중간의 청색 부분은 토레스 해협의 물을 나타낸다. 녹색과 청색 부분 사이의 얇은 검은색 선은 토레스 해협 도서민 자신들을 가리킨다. 기의 중심부에 자리잡고 있는 오각형 모양의 백색 별은 서쪽 섬, 동쪽 섬, 중앙 섬, 포트 케네디, 그리고 (N.P.A.) 본토 이렇게 다섯 개의의 주요 군도를 나타낸다. 또한, 별을 감싸고 있는 백색의 다리(dhari/dari, 의식을 거행할 때 사용하는 댄서의 머리 장식물) 또한 토레스 해협 도서민들을 상징한다. 백색은 평화를, 별은 항해를 뜻한다.

## 같이 보기
- 민족기
- 토레스 해협 제도 원주민
- 애버리지니의 기